# والتر دي بروير
والتر دي بروير هو رائد أعمال بلجيكي، ولد في 9 مايو 1957 في الست في بلجيكا.